# Tunel Vrmac
Tunel Vrmac je silniční tunel, který se nachází v Černé Hoře. Spojuje město Kotor s jaderským pobřežím. Svůj název má podle pohoří, pod kterým je veden. Dlouhý je 1637 m, má jeden jízdní pruh v každém směru.

## Historie
Tunel byl budován v 80. letech 20. století, stavební práce byly zahájeny roku 1986. Vzhledem k problematické ekonomické situaci tehdejší Jugoslávie byl zprovozněn jako nedokončený v roce 1992 a dlouho zůstal ve stavu, kdy nedosahoval nezbytných standardů pro obdobné stavby tohoto typu v Evropě; jednalo se tehdy o hrubě vyražený tunel do skály, bez jakéhokoliv vybavení. Chyběla např. i zařízení na odvádění vody a díky tomu byl neosvětlený tunel s neustále mokrou vozovkou. Drobné úpravy (sanace) byly realizovány v roce 1997, nicméně opět z finančních důvodů nebyly realizovány všechny předvídané práce. 
V roce 2003 černohorské ministerstvo dopravy považovalo dokončení tunelu za svojí prioritu. Stavební práce byly obnoveny v roce 2004, podílela se na nich rakouská společnost Strabag. Během nich došlo v roce 2005 k závalu, kdy se nejprve zřítilo cca 30 m tunelu a později až 150. Práce byly ukončeny na začátku roku 2007, celkové náklady dosáhly sumy 8,25 mil eur. Tunel byl vybaven moderním osvětlením, ventilací a bezpečnostním systémem. Na konci 2. dekády 21. století byl nicméně tunel v neuspokojivém technickém stavu. Došlo k pádu jednoho ventilátoru a musela být zřízena komise pro rekonstrukci a obnovu tunelu.